# Once de Marzo, Durango
Once de Marzo är en ort i Mexiko.   Den ligger i kommunen Nuevo Ideal och delstaten Durango, i den centrala delen av landet, 800 km nordväst om huvudstaden Mexico City. Once de Marzo ligger 2 029 meter över havet och antalet invånare är 217.
Terrängen runt Once de Marzo är kuperad österut, men västerut är den platt. Runt Once de Marzo är det mycket glesbefolkat, med 3 invånare per kvadratkilometer. Närmaste större samhälle är El Nuevo Porvenir, 17,0 km väster om Once de Marzo. Trakten runt Once de Marzo består till största delen av jordbruksmark.